# Пенингова смес
Пенинговата смес (на английски: Penning mixture) носи наименованието си от името на откривателя си Франс Микел Пенинг (Frans Michel Penning). Тя представлява смес от газове използвани за напълване обема на осветителни тела. Въпреки че инертния газ неон намира широко приложение при изготвянето на т. нар. неонова лампа, по-ефективно е да се използва не само газ неон, а Пенинговата смес. Тя се състои от основен инертен газ и малко количество друг газ с по-ниска волтова йонизация от основния газ.

## Приложение
Вторият газ (загасяващия) трябва да има по-нисък йонизиращ потенциал, отколкото първия. В този случай енергията на атомите на основния газ може да йонизира частиците на втория газ с енергийно предаване чрез сблъсъци, известни като ефект на Пенинг.
В някои неонови лампи се използва Пенингова смес от 98 – 99,5% неон и 0,5 – 2% аргон, особено в тези с напрежение 110 волта. Сместа по-лесно се йонизира, отколкото аргон или неон поотделно, и намалява напрежението, при което газа в лампата става проводим и започва да се излъчва светлина. Оптималното количество аргон е 0,25%, но част от него бива абсорбирано в стъклата, използвани при лампите. Поради това, за да се компенсират загубите, се използват по-високи концентрации. Повече аргон се използва за по-големи лампи, защото по-горещите стъкла абсорбират по-лесно аргона. Съдържанието на аргона променя цвета на неоновата светлина и го прави малко по-жълт.
Пенинговата смес, използвана при плазмените дисплеи, е основно хелий или неон с нисък % ксенон. Смес с формулата аргон-ксенон или аргон-ацетилен се прилага като газови пълнители при газово-йонизиращи детектори.